# Circoscrizione Emilia-Romagna (Camera dei deputati)
La circoscrizione Emilia-Romagna è una circoscrizione elettorale italiana per l'elezione della Camera dei deputati.

## Storia e territorio
La circoscrizione venne istituita dalla legge Mattarella (legge 4 agosto 1993, n. 277) e sostituiva, accorpandole, le precedenti circoscrizione Bologna-Ferrara-Ravenna-Forlì (o collegio di Bologna) e circoscrizione Parma-Modena-Piacenza-Reggio nell'Emilia (o collegio di Parma), in vigore per tutte le elezioni politiche in Italia dal 1948 al 1992. Fu confermata nelle successive legge Calderoli (legge 21 dicembre 2005, n. 270) e legge Rosato (legge 3 novembre 2017, n. 165).
Il territorio della circoscrizione coincide all'intera regione Emilia-Romagna.

## Dal 1993 al 2005
Con la legge Mattarella alla circoscrizione spettavano 43 seggi, di cui 32 eletti con collegi uninominali a turno unico e 11 eletti con sistema proporzionale.
L'attribuzione dei primi 32 seggi avveniva in base a un sistema maggioritario a turno unico plurality: veniva eletto parlamentare il candidato che avesse riportato la maggioranza relativa dei suffragi nel collegio. I rimanenti 11 seggi erano invece assegnati con un metodo proporzionale. Pertanto l'elettore godeva di una scheda elettorale separata per l'attribuzione dei seggi residui, a cui accedevano solo i partiti che avessero superato la soglia di sbarramento nazionale del 4%. Il calcolo dei seggi spettanti a ciascuna lista veniva effettuata nel collegio unico nazionale mediante il metodo Hare dei quozienti naturali e dei più alti resti; tali seggi venivano poi ripartiti, in ragione delle percentuali delle singole liste a livello locale, fra le 26 circoscrizioni plurinominali in cui era suddiviso il territorio nazionale, e all'interno delle quali i singoli candidati - che potevano corrispondere a quelli presentatisi nei collegi uninominali - venivano proposti in un sistema di liste bloccate senza possibilità di preferenze. Il meccanismo era però integrato dal metodo dello scorporo, volto a dar compensazione ai partiti minori fortemente danneggiati dall'uninominale: successivamente alla determinazione della soglia di sbarramento, ma antecedentemente al riparto dei seggi, alle singole liste venivano decurtati tanti voti quanti ne erano serviti a far eleggere i vincitori nell'uninominale - cioè i voti del secondo classificato più uno - i quali erano obbligati a collegarsi a una lista circoscrizionale.

### Collegi uninominali
| Mappa | Collegio                              | Comuni |
| ----- | ------------------------------------- | --- |
|       | 1. Rimini - Sant'Arcangelo di Romagna | - Parte di Rimini - Bellaria-Igea Marina - Poggio Berni - Santarcangelo di Romagna - Torriana - Verucchio |
|       | 2. Rimini - Riccione                  | - Parte di Rimini - Cattolica - Coriano - Gemmano - Misano Adriatico - Mondaino - Monte Colombo - Montefiore Conca - Montegridolfo - Montescudo - Morciano di Romagna - Riccione - Saludecio - San Clemente - San Giovanni in Marignano |
|       | 3. Forlì                              | - Forlì - Forlimpopoli |
|       | 4. Cesena                             | - Cesena - Cesenatico - Gatteo |
|       | 5. Savignano sul Rubicone             | - Bagno di Romagna - Bertinoro - Borghi - Castrocaro Terme e Terra del Sole - Civitella di Romagna - Dovadola - Galeata - Gambettola - Longiano - Meldola - Mercato Saraceno - Modigliana - Montiano - Portico e San Benedetto - Predappio - Premilcuore - Rocca San Casciano - Roncofreddo - San Mauro Pascoli - Santa Sofia - Sarsina - Savignano sul Rubicone - Sogliano al Rubicone - Tredozio - Verghereto |
|       | 6. Ravenna - Cervia                   | - Parte di Ravenna - Cervia |
|       | 7. Faenza                             | - Bagnacavallo - Bagnara di Romagna - Brisighella - Casola Valsenio - Castel Bolognese - Cotignola - Faenza - Riolo Terme - Russi - Solarolo |
|       | 8. Ravenna - Lugo                     | - Parte di Ravenna - Alfonsine - Conselice - Fusignano - Lugo - Massa Lombarda - Sant'Agata sul Santerno |
|       | 9. Ferrara - Via Bologna              | - Parte di Ferrara |
|       | 10. Comacchio                         | - Berra - Codigoro - Comacchio - Copparo - Formignana - Goro - Jolanda di Savoia - Lagosanto - Masi Torello - Massa Fiscaglia - Mesola - Migliarino - Migliaro - Ostellato - Ro - Tresigallo |
|       | 11. Ferrara - Cento                   | - Parte di Ferrara - Argenta - Bondeno - Cento - Mirabello - Poggio Renatico - Portomaggiore - Sant'Agostino - Vigarano Mainarda - Voghiera |
|       | 12. Bologna - Mazzini                 | - Parte di Bologna |
|       | 13. Bologna - San Donato              | - Parte di Bologna |
|       | 14. Bologna - Borgo Panigale          | - Parte di Bologna |
|       | 15. Imola                             | - Borgo Tossignano - Casalfiumanese - Castel del Rio - Castel Guelfo di Bologna - Castel San Pietro Terme - Dozza - Fontanelice - Imola - Medicina - Mordano |
|       | 16. Bologna - Pianoro                 | - Parte di Bologna - Camugnano - Castiglione dei Pepoli - Grizzana Morandi - Loiano - Marzabotto - Monzuno - Pianoro - San Benedetto Val di Sambro - Sasso Marconi |
|       | 17. Casalecchio di Reno               | - Anzola dell'Emilia - Bazzano - Casalecchio di Reno - Castel d'Aiano - Castel di Casio - Castello di Serravalle - Crespellano - Gaggio Montano - Granaglione - Lizzano in Belvedere - Monte San Pietro - Monteveglio - Porretta Terme - Savigno - Vergato - Zola Predosa |
|       | 18. San Giovanni in Persiceto         | - Argelato - Bentivoglio - Calderara di Reno - Castel Maggiore - Castello d'Argile - Crevalcore - Galliera - Pieve di Cento - Sala Bolognese - San Giorgio di Piano - San Giovanni in Persiceto - San Pietro in Casale - Sant'Agata Bolognese |
|       | 19. San Lazzaro di Savena             | - Baricella - Budrio - Castenaso - Granarolo dell'Emilia - Malalbergo - Minerbio - Molinella - Monghidoro - Monterenzio - Ozzano dell'Emilia - San Lazzaro di Savena |
|       | 20. Modena centro                     | - Parte di Modena |
|       | 21. Mirandola                         | - Bastiglia - Bomporto - Camposanto - Castelfranco Emilia - Concordia sulla Secchia - Finale Emilia - Medolla - Mirandola - Nonantola - Ravarino - San Cesario sul Panaro - San Felice sul Panaro - San Possidonio - San Prospero |
|       | 22. Vignola                           | - Castelnuovo Rangone - Castelvetro di Modena - Fanano - Fiumalbo - Frassinoro - Guiglia - Lama Mocogno - Maranello - Marano sul Panaro - Montecreto - Montefiorino - Montese - Palagano - Pavullo nel Frignano - Pievepelago - Polinago - Prignano sulla Secchia - Riolunato - Savignano sul Panaro - Serramazzoni - Sestola - Spilamberto - Vignola - Zocca |
|       | 23. Modena - Sassuolo                 | - Parte di Modena - Fiorano Modenese - Formigine - Sassuolo |
|       | 24. Carpi                             | - Campogalliano - Carpi - Cavezzo - Correggio - Novi di Modena - Rubiera - San Martino in Rio - Soliera |
|       | 25. Reggio Emilia                     | - Reggio nell'Emilia |
|       | 26. Guastalla                         | - Bagnolo in Piano - Boretto - Brescello - Cadelbosco di Sopra - Campagnola Emilia - Campegine - Castelnovo di Sotto - Fabbrico - Gattatico - Gualtieri - Guastalla - Luzzara - Montecchio Emilia - Novellara - Poviglio - Reggiolo - Rio Saliceto - Rolo - Sant'Ilario d'Enza |
|       | 27. Scandiano                         | - Albinea - Baiso - Bibbiano - Busana - Canossa - Carpineti - Casalgrande - Casina - Castellarano - Castelnovo ne' Monti - Cavriago - Collagna - Ligonchio - Quattro Castella - Ramiseto - San Polo d'Enza - Scandiano - Toano - Vetto - Vezzano sul Crostolo - Viano - Villa Minozzo |
|       | 28. Parma centro                      | - Parte di Parma |
|       | 29. Parma - Collecchio                | - Parte di Parma - Albareto - Bedonia - Berceto - Borgo Val di Taro - Calestano - Collecchio - Compiano - Corniglio - Felino - Fornovo di Taro - Langhirano - Lesignano de' Bagni - Monchio delle Corti - Montechiarugolo - Neviano degli Arduini - Palanzano - Sala Baganza - Solignano - Terenzo - Tizzano Val Parma - Tornolo - Traversetolo - Valmozzola |
|       | 30. Fidenza                           | - Bardi - Bore - Busseto - Colorno - Fidenza - Fontanellato - Fontevivo - Medesano - Mezzani - Noceto - Pellegrino Parmense - Polesine Parmense - Roccabianca - Salsomaggiore Terme - San Secondo Parmense - Sissa - Soragna - Sorbolo - Torrile - Trecasali - Varano de' Melegari - Varsi |
|       | 31. Piacenza                          | - Zibello - Caorso - Gossolengo - Piacenza - Podenzano - Pontenure - Rivergaro - San Giorgio Piacentino - Vigolzone |
|       | 32. Fiorenzuola d'Arda                | - Agazzano - Alseno - Besenzone - Bettola - Bobbio - Borgonovo Val Tidone - Cadeo - Calendasco - Caminata - Carpaneto Piacentino - Castel San Giovanni - Castell'Arquato - Castelvetro Piacentino - Cerignale - Coli - Corte Brugnatella - Cortemaggiore - Farini - Ferriere - Fiorenzuola d'Arda - Gazzola - Gragnano Trebbiense - Gropparello - Lugagnano Val d'Arda - Monticelli d'Ongina - Morfasso - Nibbiano - Ottone - Pecorara - Pianello Val Tidone - Piozzano - Ponte dell'Olio - Rottofreno - San Pietro in Cerro - Sarmato - Travo - Vernasca - Villanova sull'Arda - Zerba - Ziano Piacentino |

### XII legislatura

#### Risultati elettorali
| Coalizioni                      | Liste                              | Proporzionale | Proporzionale | Proporzionale | Maggioritario | Maggioritario | Maggioritario |
| Coalizioni                      | Liste                              | Voti          | %             | Seggi         | Voti          | %             | Seggi         |
| ------------------------------- | ---------------------------------- | ------------- | ------------- | ------------- | ------------- | ------------- | ------------- |
| Progressisti                    | Partito Democratico della Sinistra | 1.116.247     | 36,55         | 3             | 1.460.888     | 48,66         | 29            |
| Progressisti                    | Rifondazione Comunista             | 201.190       | 6,59          | 1             | 1.460.888     | 48,66         | 29            |
| Progressisti                    | Federazione dei Verdi              | 81.586        | 2,67          | -             | 1.460.888     | 48,66         | 29            |
| Progressisti                    | Partito Socialista Italiano        | 52.092        | 1,71          | -             | 1.460.888     | 48,66         | 29            |
| Progressisti                    | Alleanza Democratica               | 35.260        | 1,15          | -             | 1.460.888     | 48,66         | 29            |
| Progressisti                    | La Rete                            | 25.155        | 0,82          | -             | 1.460.888     | 48,66         | 29            |
| Polo delle Libertà              | Forza Italia                       | 503.318       | 16,48         | 2             | 791.589       | 26,37         | 3             |
| Polo delle Libertà              | Lega Nord                          | 195.265       | 6,39          | 1             | 791.589       | 26,37         | 3             |
| Patto per l'Italia              | Partito Popolare Italiano          | 253.625       | 8,30          | 1             | 425.816       | 14,18         | -             |
| Patto per l'Italia              | Patto Segni                        | 177.249       | 5,80          | -             | 425.816       | 14,18         | -             |
| Alleanza Nazionale              | Alleanza Nazionale                 | 274.555       | 8,99          | 1             | 269.342       | 8,97          | -             |
| Lista Pannella - Riformatori    | Lista Pannella - Riformatori       | 117.187       | 3,84          | -             | 51.555        | 1,72          | -             |
| Socialdemocrazia per le Libertà | Socialdemocrazia per le Libertà    | 13.577        | 0,44          | -             | 3.140         | 0,10          | -             |
| Partito Democratico             | Partito Democratico                | 7.675         | 0,25          | -             | N.D.          | N.D.          | N.D.          |
| Totale                          | Totale                             | 3.053.981     |               | 9             | 3.002.330     |               | 32            |

#### Eletti

##### Parte proporzionale
| Partito Democratico della Sinistra                   | Forza Italia                                | Alleanza Nazionale | Partito Popolare Italiano | Rifondazione Comunista | Lega Nord    |
| ---------------------------------------------------- | ------------------------------------------- | ------------------ | ------------------------- | ---------------------- | ------------ |
|                                                      |                                             |                    |                           |                        |              |
| - Fulvia Bandoli - Laura Pennacchi - Lanfranco Turci | - Pier Ferdinando Casini - Carlo Giovanardi | - Stefano Morselli | - Roberto Pinza           | - Angela Bellei Trenti | - Fabio Dosi |

##### Parte maggioritaria
Eletti nei Progressisti (PDS - PRC - FdV - PSI - Rete - AD)
     Eletti nel Polo delle Libertà (FI - LN)
| Collegio                         | Deputato       | Deputato                  | Partito  |
| -------------------------------- | -------------- | ------------------------- | -------- |
| Rimini-Sant'Arcangelo di Romagna |                | Ennio Grassi              | PDS      |
| Rimini-Riccione                  |                | Gianni Francesco Mattioli | FdV      |
| Forlì                            |                | Nadia Masini              | PDS      |
| Cesena                           |                | Giuseppe Ayala            | AD       |
| Savignano sul Rubicone           |                | Denis Ugolini             | AD       |
| Ravenna-Cervia                   |                | Giordano Angelini         | PDS      |
| Faenza                           |                | Valter Bielli             | PRC      |
| Ravenna-Lugo                     |                | Davide Visani             | PDS      |
| Ravenna-Lugo                     | Elsa Signorino | PDS                       |          |
| Ferrara-Via Bologna              |                | Luciano Galliani          | PDS (CS) |
| Comacchio                        |                | Alfredo Zagatti           | PDS      |
| Ferrara-Cento                    |                | Giuseppe Albertini        | PSI      |
| Bologna-Mazzini                  |                | Giovanna Grignaffini      | PDS      |
| Bologna-San Donato               |                | Paolo Galletti            | FdV      |
| Bologna-Borgo Panigale           |                | Achille Occhetto          | PDS      |
| Imola                            |                | Bruno Solaroli            | PDS      |
| Bologna-Pianoro                  |                | Daria Bonfietti           | PDS      |
| Casalecchio di Reno              |                | Ugo Boghetta              | PRC      |
| San Giovanni in Persiceto        |                | Mauro Zani                | PDS      |
| San Lazzaro di Savena            |                | Ottaviano Del Turco       | PSI      |
| Modena-Centro                    |                | Alfonsina Rinaldi         | PDS      |
| Mirandola                        |                | Luciano Guerzoni          | PDS (CS) |
| Vignola                          |                | Paola Manzini             | PDS      |
| Modena-Sassuolo                  |                | Franco Danieli            | La Rete  |
| Carpi                            |                | Sauro Turroni             | FdV      |
| Reggio Emilia                    |                | Antonio Soda              | PDS      |
| Guastalla                        |                | Elena Montecchi           | PDS      |
| Scandiano                        |                | Adriano Vignali           | PRC      |
| Parma-Centro                     |                | Rocco Caccavari           | PDS      |
| Parma-Collecchio                 |                | Vito Fumagalli            | PDS (CS) |
| Fidenza                          |                | Paola Martinelli          | FI       |
| Piacenza                         |                | Pierluigi Petrini         | LN       |
| Fiorenzuola D'Arda               |                | Emanuela Cabrini          | FI       |

1. ↑  Dal 16 maggio 1995 a seguito di elezioni suppletive.

### XIII legislatura

#### Risultati elettorali
| Coalizioni            | Liste                              | Proporzionale | Proporzionale | Proporzionale | Maggioritario | Maggioritario | Maggioritario |
| Coalizioni            | Liste                              | Voti          | %             | Seggi         | Voti          | %             | Seggi         |
| --------------------- | ---------------------------------- | ------------- | ------------- | ------------- | ------------- | ------------- | ------------- |
| L'Ulivo               | Partito Democratico della Sinistra | 1.065.771     | 35,66         | 3             | 1.591.875     | 54,20         | 28            |
| L'Ulivo               | Popolari per Prodi                 | 237.838       | 7,96          | -             | 1.591.875     | 54,20         | 28            |
| L'Ulivo               | Rinnovamento Italiano              | 115.581       | 3,87          | -             | 1.591.875     | 54,20         | 28            |
| L'Ulivo               | Federazione dei Verdi              | 74.547        | 2,49          | -             | 1.591.875     | 54,20         | 28            |
| Polo per le Libertà   | Forza Italia                       | 450.980       | 15,09         | 2             | 984.783       | 33,53         | 1             |
| Polo per le Libertà   | Alleanza Nazionale                 | 343.493       | 11,49         | 2             | 984.783       | 33,53         | 1             |
| Polo per le Libertà   | CCD-CDU                            | 144.485       | 4,83          | 1             | 984.783       | 33,53         | 1             |
| Progressisti          | Rifondazione Comunista             | 249.145       | 8,34          | -             | 149.383       | 5,09          | 3             |
| Lega Nord             | Lega Nord                          | 216.239       | 7,24          | 2             | 199.176       | 6,78          | -             |
| Lista Pannella-Sgarbi | Lista Pannella-Sgarbi              | 68.411        | 2,29          | -             | N.D.          | N.D.          | N.D.          |
| Fiamma Tricolore      | Fiamma Tricolore                   | 13.812        | 0,46          | -             | 6.698         | 0,23          | -             |
| Nuova Democrazia      | Nuova Democrazia                   | 8.185         | 0,27          | -             | 5.333         | 0,18          | -             |
| Totale                | Totale                             | 2.988.487     |               | 10            | 2.937.248     |               | 32            |

#### Eletti

##### Parte proporzionale
| Partito Democratico della Sinistra                  | Forza Italia                    | Alleanza Nazionale                    | Lega Nord                                  | CCD-CDU            |
| --------------------------------------------------- | ------------------------------- | ------------------------------------- | ------------------------------------------ | ------------------ |
|                                                     |                                 |                                       |                                            |                    |
| - Franco Chiusoli - Fulvia Bandoli - Francesca Izzo | - Giovanni Pilo - Elio Palmizio | - Stefano Morselli - Filippo Berselli | - Daniela Santandrea - Pierluigi Copercini | - Carlo Giovanardi |

##### Parte maggioritaria
Eletti nell'Ulivo (DS - P-S-P-U-P - RI - FdV)
     Eletti nel Polo per le Libertà (FI - AN - CCD-CDU)
     Eletti nei Progressisti (PRC)
| Collegio                         | Deputato      | Deputato                  | Partito        |
| -------------------------------- | ------------- | ------------------------- | -------------- |
| Rimini-Sant'Arcangelo di Romagna |               | Beniamino Andreatta       | PPI            |
| Rimini-Riccione                  |               | Gianni Francesco Mattioli | FdV            |
| Forlì                            |               | Sauro Sedioli             | PDS            |
| Cesena                           |               | Roberto Pinza             | PPI            |
| Savignano sul Rubicone           |               | Valter Bielli             | PDS (MCU)      |
| Ravenna-Cervia                   |               | Giordano Angelini         | PDS            |
| Faenza                           |               | Ramon Mantovani           | PRC            |
| Ravenna-Lugo                     |               | Elsa Signorino            | PDS            |
| Ferrara-Via Bologna              |               | Alfredo Zagatti           | PDS            |
| Comacchio                        |               | Enrico Boselli            | RI (SI)        |
| Ferrara-Cento                    |               | Adriano Vignali           | PDS (MCU)      |
| Bologna-Mazzini                  |               | Romano Prodi              | Comitati Prodi |
| Bologna-Mazzini                  | Arturo Parisi | Dem                       |                |
| Bologna-San Donato               |               | Ugo Boghetta              | PRC            |
| Bologna-Borgo Panigale           |               | Achille Occhetto          | PDS            |
| Imola                            |               | Bruno Solaroli            | PDS            |
| Bologna-Pianoro                  |               | Giovanna Grignaffini      | PDS            |
| Casalecchio di Reno              |               | Sergio Sabattini          | PDS            |
| San Giovanni in Persiceto        |               | Mauro Zani                | PDS            |
| San Lazzaro di Savena            |               | Paolo Galletti            | FdV            |
| Modena-Centro                    |               | Salvatore Biasco          | PDS            |
| Mirandola                        |               | Roberto Guerzoni          | PDS            |
| Vignola                          |               | Paola Manzini             | PDS            |
| Modena-Sassuolo                  |               | Lanfranco Turci           | PDS            |
| Carpi                            |               | Sauro Turroni             | FdV            |
| Reggio Emilia                    |               | Antonio Soda              | PDS            |
| Guastalla                        |               | Elena Montecchi           | PDS            |
| Scandiano                        |               | Oliviero Diliberto        | PRC            |
| Parma-Centro                     |               | Rocco Caccavari           | PDS            |
| Parma-Collecchio                 |               | Giuseppe Bicocchi         | RI (Segni)     |
| Fidenza                          |               | Pierluigi Petrini         | RI             |
| Piacenza                         |               | Tommaso Foti              | AN             |
| Fiorenzuola D'Arda               |               | Maurizio Migliavacca      | PDS            |

1. ↑  Eletto in seguito a elezioni suppletive.

### XIV legislatura

#### Risultati elettorali
| Coalizioni             | Liste                   | Proporzionale | Proporzionale | Proporzionale | Maggioritario | Maggioritario | Maggioritario |
| Coalizioni             | Liste                   | Voti          | %             | Seggi         | Voti          | %             | Seggi         |
| ---------------------- | ----------------------- | ------------- | ------------- | ------------- | ------------- | ------------- | ------------- |
| L'Ulivo                | Democratici di Sinistra | 843.201       | 28,84         | 3             | 1.649.052     | 56,77         | 30            |
| L'Ulivo                | La Margherita           | 452.138       | 15,47         | 1             | 1.649.052     | 56,77         | 30            |
| L'Ulivo                | Il Girasole             | 60.845        | 2,08          | -             | 1.649.052     | 56,77         | 30            |
| L'Ulivo                | Comunisti Italiani      | 46.567        | 1,59          | -             | 1.649.052     | 56,77         | 30            |
| Casa delle Libertà     | Forza Italia            | 695.797       | 23,80         | 3             | 1.075.223     | 37,02         | 2             |
| Casa delle Libertà     | Alleanza Nazionale      | 282.697       | 9,67          | 2             | 1.075.223     | 37,02         | 2             |
| Casa delle Libertà     | Lega Nord               | 76.012        | 2,60          | -             | 1.075.223     | 37,02         | 2             |
| Casa delle Libertà     | CCD-CDU                 | 67.069        | 2,29          | -             | 1.075.223     | 37,02         | 2             |
| Casa delle Libertà     | Nuovo PSI               | 32.560        | 1,11          | -             | 1.075.223     | 37,02         | 2             |
| Rifondazione Comunista | Rifondazione Comunista  | 161.975       | 5,54          | 1             | N.D.          | N.D.          | N.D.          |
| Italia dei Valori      | Italia dei Valori       | 103.133       | 3,53          | -             | 98.805        | 3,40          | -             |
| Lista Emma Bonino      | Lista Emma Bonino       | 66.188        | 2,26          | -             | 31.558        | 1,09          | -             |
| Democrazia Europea     | Democrazia Europea      | 30.812        | 1,05          | -             | 50.009        | 1,72          | -             |
| Paese Nuovo            | Paese Nuovo             | 2.811         | 0,10          | -             | N.D.          | N.D.          | N.D.          |
| Abolizione Scorporo    | Abolizione Scorporo     | 1.505         | 0,05          | -             | N.D.          | N.D.          | N.D.          |
| Totale                 | Totale                  | 2.923.310     |               | 9             | 2.904.647     |               | 32            |

#### Eletti

##### Parte proporzionale
| Democratici di Sinistra                          | Forza Italia                                              | La Margherita   | Alleanza Nazionale              | Rifondazione Comunista |
| ------------------------------------------------ | --------------------------------------------------------- | --------------- | ------------------------------- | ---------------------- |
|                                                  |                                                           |                 |                                 |                        |
| - Mauro Zani - Elena Montecchi - Franco Grillini | - Giorgio La Malfa - Isabella Bertolini - Fabio Garagnani | - Carla Mazzuca | - Enzo Raisi - Filippo Berselli | - Franco Giordano      |

##### Parte maggioritaria
Eletti nell'Ulivo (DS - DL - Girasole - PdCI)
     Eletti nella Casa delle Libertà (FI - AN - LN - CCD-CDU)
| Collegio                         | Deputato         | Deputato               | Partito  |
| -------------------------------- | ---------------- | ---------------------- | -------- |
| Rimini-Sant'Arcangelo di Romagna |                  | Sergio Gambini         | DS       |
| Rimini-Riccione                  |                  | Mauro Bulgarelli       | FdV      |
| Forlì                            |                  | Sauro Sedioli          | DS       |
| Cesena                           |                  | Roberto Pinza          | DL (PPI) |
| Savignano sul Rubicone           |                  | Valter Bielli          | DS       |
| Ravenna-Cervia                   |                  | Aldo Preda             | DS       |
| Faenza                           |                  | Gabriele Albonetti     | DS       |
| Ravenna-Lugo                     |                  | Fulvia Bandoli         | DS       |
| Ferrara-Via Bologna              |                  | Dario Franceschini     | DL (PPI) |
| Comacchio                        |                  | Alfredo Sandri         | DS       |
| Ferrara-Cento                    |                  | Rosella Ottone         | DS       |
| Bologna-Mazzini                  |                  | Arturo Parisi          | DL (Dem) |
| Bologna-San Donato               |                  | Enrico Boselli         | SDI      |
| Bologna-Borgo Panigale           |                  | Alfiero Grandi         | DS       |
| Imola                            |                  | Raffaello De Brasi     | DS       |
| Bologna-Pianoro                  |                  | Andrea Papini          | DL (Dem) |
| Casalecchio di Reno              |                  | Sergio Sabattini       | DS       |
| San Giovanni in Persiceto        |                  | Paolo Cento            | FdV      |
| San Lazzaro di Savena            |                  | Giovanna Grignaffini   | DS       |
| Modena-Centro                    |                  | Giulio Santagata       | DL (Dem) |
| Mirandola                        |                  | Roberto Guerzoni       | DS       |
| Vignola                          |                  | Paola Manzini          | DS       |
| Modena-Sassuolo                  |                  | Cosimo Giuseppe Sgobio | PdCI     |
| Carpi                            |                  | Pierluigi Castagnetti  | DL (PPI) |
| Reggio Emilia                    |                  | Antonio Soda           | DS       |
| Guastalla                        |                  | Vincenzo Visco         | DS       |
| Scandiano                        |                  | Oliviero Diliberto     | PdCI     |
| Parma-Centro                     |                  | Carmen Motta           | DS       |
| Parma-Collecchio                 |                  | Luca Marcora           | DL (Dem) |
| Fidenza                          |                  | Pier Luigi Bersani     | DS       |
| Fidenza                          | Massimo Tedeschi | DS                     |          |
| Piacenza                         |                  | Tommaso Foti           | AN       |
| Fiorenzuola D'Arda               |                  | Massimo Polledri       | LN       |

1. ↑  In seguito ad elezioni suppletive.

## Dal 2005 al 2017
Con la legge elettorale Calderoli, alla circoscrizione Emilia-Romagna spettano 45 seggi eletti con sistema proporzionale.
Nel 2006 e nel 2008 la circoscrizione ha eletto 43 deputati, ma a seguito del censimento del 2011 la circoscrizione ha guadagnato due rappresentanti arrivando a eleggere 45 deputati dal 2013.
Il sistema di assegnazione dei seggi avviene a seguito della attribuzione, nel collegio elettorale unico (escluso quindi la Circoscrizione Estero), di un premio di maggioranza di 340 seggi alla coalizione vincente a livello nazionale (con soglie di sbarramento, limitazioni ecc.) e alla successiva suddivisione dei seggi guadagnati da ogni lista fra le varie circoscrizioni, in proporzione ai voti ottenuti da ogni lista locale.
Nel compiere tale riparto, essendo fisso e immutabile il numero totale di seggi assegnati a ogni lista, può verificarsi la necessità di variare il numero di seggi originariamente attribuiti alle singole circoscrizioni elettorali.

### XV legislatura

#### Risultati elettorali
|                               | L'Ulivo                                           | 1 313 258 | 44,82 | 21 |  |  |  |  |  |
|                               | Partito della Rifondazione Comunista              | 164 511   | 5,61  | 3  |  |  |  |  |  |
|                               | Partito dei Comunisti Italiani                    | 70 673    | 2,41  | 1  |  |  |  |  |  |
|                               | Rosa nel Pugno                                    | 66 650    | 2,27  | 1  |  |  |  |  |  |
|                               | Federazione dei Verdi                             | 59 809    | 2,04  | 1  |  |  |  |  |  |
|                               | Italia dei Valori                                 | 49 609    | 1,69  | 1  |  |  |  |  |  |
|                               | Partito Pensionati                                | 21 985    | 0,75  | –  |  |  |  |  |  |
|                               | Popolari UDEUR                                    | 9 304     | 0,32  | –  |  |  |  |  |  |
|                               | Totale coalizione                                 | 1 755 799 | 59,92 | 28 |  |  |  |  |  |
|                               | Forza Italia                                      | 544 399   | 18,58 | 7  |  |  |  |  |  |
|                               | Alleanza Nazionale                                | 299 550   | 10,22 | 4  |  |  |  |  |  |
|                               | Unione dei Democratici Cristiani e di Centro      | 169 255   | 5,78  | 2  |  |  |  |  |  |
|                               | Lega Nord – MPA                                   | 114 946   | 3,92  | 2  |  |  |  |  |  |
|                               | Alternativa Sociale                               | 15 873    | 0,54  | –  |  |  |  |  |  |
|                               | Democrazia Cristiana per le Autonomie – Nuovo PSI | 13 365    | 0,46  | –  |  |  |  |  |  |
|                               | Fiamma Tricolore                                  | 12 388    | 0,42  | –  |  |  |  |  |  |
|                               | No Euro                                           | 4 554     | 0,16  | –  |  |  |  |  |  |
|                               | Totale coalizione                                 | 1 174 330 | 40,08 | 15 |  |  |  |  |  |
| Totale                        | Totale                                            | 2 930 129 | 100   | 43 |  |  |  |  |  |
|                               |                                                   |           |       |    |  |  |  |  |  |
| Voti non validi               | Voti non validi                                   | 68 519    | 2,28  |    |  |  |  |  |  |
| Votanti                       | Votanti                                           | 2 998 648 | 89,56 |    |  |  |  |  |  |
| Elettori                      | Elettori                                          | 3 348 280 |       |    |  |  |  |  |  |
|                               |                                                   |           |       |    |  |  |  |  |  |
| Fonte: Ministero dell'interno |                                                   |           |       |    |  |  |  |  |  |

#### Eletti
| L'Ulivo | Partito della Rifondazione Comunista |
| --- | ------------------------------------ |
| |                                      |
| - Romano Prodi - Pier Luigi Bersani - Pierluigi Castagnetti - Maurizio Migliavacca - Dario Franceschini - Katia Zanotti - Ivano Miglioli - Donata Lenzi - Maino Marchi - Antonio La Forgia - Gabriele Albonetti - Raffaello De Brasi - Giuliano Pedulli - Sergio Gentili - Rosella Ottone - Carmen Motta - Andrea Papini - Manuela Ghizzoni - Giuseppe Chicchi - Sandro Brandolini - Ermanno Vichi |                                      |
| - → Fausto Bertinotti - Francesco Ferrara - Titti De Simone - Donatella Mungo |                                      |
| Partito dei Comunisti Italiani |                                      |
| |                                      |
| - → Oliviero Diliberto - Roberto Soffritti |                                      |
| Rosa nel Pugno |                                      |
| |                                      |
| - → Emma Bonino - → Enrico Boselli - → Roberto Villetti - → Marco Cappato - Angelo Piazza |                                      |
| Federazione dei Verdi |                                      |
| |                                      |
| - → Alfonso Pecoraro Scanio - Pier Paolo Cento |                                      |
| Italia dei Valori |                                      |
| |                                      |
| - → Antonio Di Pietro - Giuseppe Astore |                                      |

| Forza Italia | Alleanza Nazionale                                                   |
| --- | -------------------------------------------------------------------- |
| |                                                                      |
| - → Silvio Berlusconi - → Giulio Tremonti - Isabella Bertolini - Francesco Nucara - Jole Santelli - Fabio Garagnani - Giorgio Lainati - Sergio Pizzolante - Patrizia Paoletti Tangheroni | - Gianfranco Fini - Enzo Raisi - Tommaso Foti - Maria Ida Germontani |
| Unione di Centro | Lega Nord                                                            |
| |                                                                      |
| - → Pier Ferdinando Casini - → Carlo Giovanardi - Gian Luca Galletti - Emerenzio Barbieri                                                                                                | - → Umberto Bossi - Angelo Alessandri - Gianluca Pini                |

1. ↑  Opta per la circoscrizione Piemonte 2
2. ↑  Opta per la circoscrizione Sicilia 1
3. ↑  Opta per la circoscrizione Veneto 2
4. ↑  Opta per la circoscrizione Sicilia 2
5. ↑  Opta per la circoscrizione Sardegna
6. ↑  Opta per la circoscrizione Piemonte 2
7. ↑  Opta per la circoscrizione Campania 2
8. ↑  Opta per la circoscrizione Veneto 2
9. ↑  Opta per la circoscrizione Campania 1
10. ↑  Opta per la circoscrizione Calabria
11. ↑  Opta per la circoscrizione Lombardia 1
12. ↑  Opta per la Veneto 2
13. ↑  Opta per il Parlamento europeo

### XVI legislatura

#### Risultati elettorali
|                               | Partito Democratico                   | 1 282 535 | 45,73 | 20 |  |  |  |  |  |
|                               | Italia dei Valori                     | 118 540   | 4,23  | 2  |  |  |  |  |  |
|                               | Totale coalizione                     | 1 401 075 | 49,96 | 22 |  |  |  |  |  |
|                               | Il Popolo della Libertà               | 801 983   | 28,60 | 15 |  |  |  |  |  |
|                               | Lega Nord                             | 217 831   | 7,77  | 4  |  |  |  |  |  |
|                               | Totale coalizione                     | 1 019 814 | 36,36 | 19 |  |  |  |  |  |
|                               | Unione di Centro                      | 119 789   | 4,27  | 2  |  |  |  |  |  |
|                               | La Sinistra l'Arcobaleno              | 84 151    | 3,00  | –  |  |  |  |  |  |
|                               | La Destra - Fiamma Tricolore          | 69 208    | 2,47  | –  |  |  |  |  |  |
|                               | Partito Comunista dei Lavoratori      | 21 555    | 0,77  | –  |  |  |  |  |  |
|                               | Partito Socialista                    | 21 202    | 0,76  | –  |  |  |  |  |  |
|                               | Per il Bene Comune                    | 16 264    | 0,58  | –  |  |  |  |  |  |
|                               | Sinistra Critica                      | 13 533    | 0,48  | –  |  |  |  |  |  |
|                               | Associazione per la Difesa della Vita | 12 062    | 0,43  | –  |  |  |  |  |  |
|                               | Forza Nuova                           | 10 842    | 0,39  | –  |  |  |  |  |  |
|                               | Unione Democratica per i Consumatori  | 8 041     | 0,29  | –  |  |  |  |  |  |
|                               | Partito Liberale Italiano             | 7 077     | 0,25  | –  |  |  |  |  |  |
| Totale                        | Totale                                | 2 804 613 | 100   | 43 |  |  |  |  |  |
|                               |                                       |           |       |    |  |  |  |  |  |
| Voti non validi               | Voti non validi                       | 78 524    | 2,72  |    |  |  |  |  |  |
| Votanti                       | Votanti                               | 2 883 137 | 86,18 |    |  |  |  |  |  |
| Elettori                      | Elettori                              | 3 345 509 |       |    |  |  |  |  |  |
|                               |                                       |           |       |    |  |  |  |  |  |
| Fonte: Ministero dell'interno |                                       |           |       |    |  |  |  |  |  |

#### Eletti
| Partito Democratico | Il Popolo della Libertà | Lega Nord                                                                                       |
| --- | --- | ----------------------------------------------------------------------------------------------- |
| | |                                                                                                 |
| - Pier Luigi Bersani - Dario Franceschini - Donata Lenzi - Maurizio Migliavacca - Pierluigi Castagnetti - Carmen Motta - Ivano Miglioli - Salvatore Vassallo - Maino Marchi - Sandra Zampa - Massimo Marchignoli - Antonio La Forgia - Alessandro Bratti - Gabriele Albonetti - Marco Beltrandi - Elisa Marchioni - Sandro Brandolini - Manuela Ghizzoni - Gianluca Benamati - Paola De Micheli | - → Silvio Berlusconi - Gianfranco Fini - Michela Vittoria Brambilla - Pietro Lunardi - Tommaso Foti - Giancarlo Mazzuca - Fabio Garagnani - Enzo Raisi - Giorgio Lainati - Anna Maria Bernini - Emerenzio Barbieri - Sergio Pizzolante - Francesco Biava - Isabella Bertolini - Giuliano Cazzola - Giovanni Mottola | - → Umberto Bossi - Angelo Alessandri - Gianluca Pini - Fabio Rainieri - Massimo Polledri       |
| - Pier Luigi Bersani - Dario Franceschini - Donata Lenzi - Maurizio Migliavacca - Pierluigi Castagnetti - Carmen Motta - Ivano Miglioli - Salvatore Vassallo - Maino Marchi - Sandra Zampa - Massimo Marchignoli - Antonio La Forgia - Alessandro Bratti - Gabriele Albonetti - Marco Beltrandi - Elisa Marchioni - Sandro Brandolini - Manuela Ghizzoni - Gianluca Benamati - Paola De Micheli | - → Silvio Berlusconi - Gianfranco Fini - Michela Vittoria Brambilla - Pietro Lunardi - Tommaso Foti - Giancarlo Mazzuca - Fabio Garagnani - Enzo Raisi - Giorgio Lainati - Anna Maria Bernini - Emerenzio Barbieri - Sergio Pizzolante - Francesco Biava - Isabella Bertolini - Giuliano Cazzola - Giovanni Mottola | Italia dei Valori                                                                               |
| - Pier Luigi Bersani - Dario Franceschini - Donata Lenzi - Maurizio Migliavacca - Pierluigi Castagnetti - Carmen Motta - Ivano Miglioli - Salvatore Vassallo - Maino Marchi - Sandra Zampa - Massimo Marchignoli - Antonio La Forgia - Alessandro Bratti - Gabriele Albonetti - Marco Beltrandi - Elisa Marchioni - Sandro Brandolini - Manuela Ghizzoni - Gianluca Benamati - Paola De Micheli | - → Silvio Berlusconi - Gianfranco Fini - Michela Vittoria Brambilla - Pietro Lunardi - Tommaso Foti - Giancarlo Mazzuca - Fabio Garagnani - Enzo Raisi - Giorgio Lainati - Anna Maria Bernini - Emerenzio Barbieri - Sergio Pizzolante - Francesco Biava - Isabella Bertolini - Giuliano Cazzola - Giovanni Mottola |                                                                                                 |
| - Pier Luigi Bersani - Dario Franceschini - Donata Lenzi - Maurizio Migliavacca - Pierluigi Castagnetti - Carmen Motta - Ivano Miglioli - Salvatore Vassallo - Maino Marchi - Sandra Zampa - Massimo Marchignoli - Antonio La Forgia - Alessandro Bratti - Gabriele Albonetti - Marco Beltrandi - Elisa Marchioni - Sandro Brandolini - Manuela Ghizzoni - Gianluca Benamati - Paola De Micheli | - → Silvio Berlusconi - Gianfranco Fini - Michela Vittoria Brambilla - Pietro Lunardi - Tommaso Foti - Giancarlo Mazzuca - Fabio Garagnani - Enzo Raisi - Giorgio Lainati - Anna Maria Bernini - Emerenzio Barbieri - Sergio Pizzolante - Francesco Biava - Isabella Bertolini - Giuliano Cazzola - Giovanni Mottola | - → Antonio Di Pietro - Silvana Mura - Antonio Palagiano                                        |
| - Pier Luigi Bersani - Dario Franceschini - Donata Lenzi - Maurizio Migliavacca - Pierluigi Castagnetti - Carmen Motta - Ivano Miglioli - Salvatore Vassallo - Maino Marchi - Sandra Zampa - Massimo Marchignoli - Antonio La Forgia - Alessandro Bratti - Gabriele Albonetti - Marco Beltrandi - Elisa Marchioni - Sandro Brandolini - Manuela Ghizzoni - Gianluca Benamati - Paola De Micheli | - → Silvio Berlusconi - Gianfranco Fini - Michela Vittoria Brambilla - Pietro Lunardi - Tommaso Foti - Giancarlo Mazzuca - Fabio Garagnani - Enzo Raisi - Giorgio Lainati - Anna Maria Bernini - Emerenzio Barbieri - Sergio Pizzolante - Francesco Biava - Isabella Bertolini - Giuliano Cazzola - Giovanni Mottola | Unione di Centro                                                                                |
| - Pier Luigi Bersani - Dario Franceschini - Donata Lenzi - Maurizio Migliavacca - Pierluigi Castagnetti - Carmen Motta - Ivano Miglioli - Salvatore Vassallo - Maino Marchi - Sandra Zampa - Massimo Marchignoli - Antonio La Forgia - Alessandro Bratti - Gabriele Albonetti - Marco Beltrandi - Elisa Marchioni - Sandro Brandolini - Manuela Ghizzoni - Gianluca Benamati - Paola De Micheli | - → Silvio Berlusconi - Gianfranco Fini - Michela Vittoria Brambilla - Pietro Lunardi - Tommaso Foti - Giancarlo Mazzuca - Fabio Garagnani - Enzo Raisi - Giorgio Lainati - Anna Maria Bernini - Emerenzio Barbieri - Sergio Pizzolante - Francesco Biava - Isabella Bertolini - Giuliano Cazzola - Giovanni Mottola |                                                                                                 |
| - Pier Luigi Bersani - Dario Franceschini - Donata Lenzi - Maurizio Migliavacca - Pierluigi Castagnetti - Carmen Motta - Ivano Miglioli - Salvatore Vassallo - Maino Marchi - Sandra Zampa - Massimo Marchignoli - Antonio La Forgia - Alessandro Bratti - Gabriele Albonetti - Marco Beltrandi - Elisa Marchioni - Sandro Brandolini - Manuela Ghizzoni - Gianluca Benamati - Paola De Micheli | - → Silvio Berlusconi - Gianfranco Fini - Michela Vittoria Brambilla - Pietro Lunardi - Tommaso Foti - Giancarlo Mazzuca - Fabio Garagnani - Enzo Raisi - Giorgio Lainati - Anna Maria Bernini - Emerenzio Barbieri - Sergio Pizzolante - Francesco Biava - Isabella Bertolini - Giuliano Cazzola - Giovanni Mottola | - → Pier Ferdinando Casini - → Michele Vietti - → Roberto Rao - Gian Luca Galletti - Mauro Libè |

1. ↑  Opta per la circoscrizione Molise
2. ↑  Opta per la circoscrizione Lombardia 1
3. ↑  Opta per la circoscrizione Molise
4. ↑  Opta per la circoscrizione Liguria
5. ↑  Opta per la circoscrizione Piemonte 1
6. ↑  Opta per la circoscrizione Veneto 1

### XVII legislatura

#### Risultati elettorali
|                               | Partito Democratico              | 989 810   | 37,05 | 28 |  |  |  |  |  |
|                               | Sinistra Ecologia Libertà        | 77 312    | 2,89  | 2  |  |  |  |  |  |
|                               | Centro Democratico               | 6 062     | 0,23  | –  |  |  |  |  |  |
|                               | Totale coalizione                | 1 073 184 | 40,17 | 30 |  |  |  |  |  |
|                               | Movimento 5 Stelle               | 658 475   | 24,65 | 7  |  |  |  |  |  |
|                               | Il Popolo della Libertà          | 434 534   | 16,27 | 5  |  |  |  |  |  |
|                               | Lega Nord                        | 69 108    | 2,59  | 1  |  |  |  |  |  |
|                               | Fratelli d'Italia                | 35 990    | 1,35  | –  |  |  |  |  |  |
|                               | La Destra                        | 8 659     | 0,32  | –  |  |  |  |  |  |
|                               | Moderati in Rivoluzione          | 6 280     | 0,24  | –  |  |  |  |  |  |
|                               | Intesa Popolare                  | 1 299     | 0,05  | –  |  |  |  |  |  |
|                               | Grande Sud – MPA                 | 1 170     | 0,04  | –  |  |  |  |  |  |
|                               | Totale coalizione                | 557 040   | 20,85 | 6  |  |  |  |  |  |
|                               | Scelta Civica                    | 211 777   | 7,93  | 2  |  |  |  |  |  |
|                               | Unione di Centro                 | 29 568    | 1,11  | –  |  |  |  |  |  |
|                               | Futuro e Libertà per l'Italia    | 7 190     | 0,27  | –  |  |  |  |  |  |
|                               | Totale coalizione                | 248 535   | 9,30  | 2  |  |  |  |  |  |
|                               | Rivoluzione Civile               | 51 630    | 1,93  | –  |  |  |  |  |  |
|                               | Fare per Fermare il Declino      | 35 680    | 1,34  | –  |  |  |  |  |  |
|                               | Partito Comunista dei Lavoratori | 14 159    | 0,53  | –  |  |  |  |  |  |
|                               | Forza Nuova                      | 7 091     | 0,27  | –  |  |  |  |  |  |
|                               | Io Amo l'Italia                  | 6 900     | 0,26  | –  |  |  |  |  |  |
|                               | Amnistia Giustizia Libertà       | 6 264     | 0,23  | –  |  |  |  |  |  |
|                               | Partito Repubblicano Italiano    | 5 580     | 0,21  | –  |  |  |  |  |  |
|                               | Fiamma Tricolore                 | 4 222     | 0,16  | –  |  |  |  |  |  |
|                               | CasaPound                        | 2 817     | 0,11  | –  |  |  |  |  |  |
| Totale                        | Totale                           | 2 671 577 | 100   | 45 |  |  |  |  |  |
|                               |                                  |           |       |    |  |  |  |  |  |
| Voti non validi               | Voti non validi                  | 68 901    | 2,51  |    |  |  |  |  |  |
| Votanti                       | Votanti                          | 2 740 478 | 82,10 |    |  |  |  |  |  |
| Elettori                      | Elettori                         | 3 338 137 |       |    |  |  |  |  |  |
|                               |                                  |           |       |    |  |  |  |  |  |
| Fonte: Ministero dell'interno |                                  |           |       |    |  |  |  |  |  |

#### Eletti
| Partito Democratico | Movimento 5 Stelle |
| --- | --- |
| | |
| - Dario Franceschini - Andrea De Maria - Antonella Incerti - Carlo Galli - Matteo Richetti - Marilena Fabbri - Cécile Kyenge - Patrizia Maestri - Enzo Lattuca - Paola De Micheli - Lapo Pistelli - Emma Petitti - Marco Di Maio - Donata Lenzi - Daniele Montroni - Alessandro Bratti - Alberto Pagani - Federica Mogherini - Maino Marchi - Sandra Zampa - Tiziano Arlotti - Giuditta Pini - Paolo Bolognesi - Paolo Gandolfi - Michele Anzaldi - Davide Baruffi - Manuela Ghizzoni - Vanna Iori | - Giulia Sarti - Mara Mucci - Matteo Dall'Osso - Maria Edera Spadoni - Vittorio Ferraresi - Paolo Bernini - Michele Dell'Orco |
| - Dario Franceschini - Andrea De Maria - Antonella Incerti - Carlo Galli - Matteo Richetti - Marilena Fabbri - Cécile Kyenge - Patrizia Maestri - Enzo Lattuca - Paola De Micheli - Lapo Pistelli - Emma Petitti - Marco Di Maio - Donata Lenzi - Daniele Montroni - Alessandro Bratti - Alberto Pagani - Federica Mogherini - Maino Marchi - Sandra Zampa - Tiziano Arlotti - Giuditta Pini - Paolo Bolognesi - Paolo Gandolfi - Michele Anzaldi - Davide Baruffi - Manuela Ghizzoni - Vanna Iori | Il Popolo della Libertà |
| - Dario Franceschini - Andrea De Maria - Antonella Incerti - Carlo Galli - Matteo Richetti - Marilena Fabbri - Cécile Kyenge - Patrizia Maestri - Enzo Lattuca - Paola De Micheli - Lapo Pistelli - Emma Petitti - Marco Di Maio - Donata Lenzi - Daniele Montroni - Alessandro Bratti - Alberto Pagani - Federica Mogherini - Maino Marchi - Sandra Zampa - Tiziano Arlotti - Giuditta Pini - Paolo Bolognesi - Paolo Gandolfi - Michele Anzaldi - Davide Baruffi - Manuela Ghizzoni - Vanna Iori | |
| - Dario Franceschini - Andrea De Maria - Antonella Incerti - Carlo Galli - Matteo Richetti - Marilena Fabbri - Cécile Kyenge - Patrizia Maestri - Enzo Lattuca - Paola De Micheli - Lapo Pistelli - Emma Petitti - Marco Di Maio - Donata Lenzi - Daniele Montroni - Alessandro Bratti - Alberto Pagani - Federica Mogherini - Maino Marchi - Sandra Zampa - Tiziano Arlotti - Giuditta Pini - Paolo Bolognesi - Paolo Gandolfi - Michele Anzaldi - Davide Baruffi - Manuela Ghizzoni - Vanna Iori | - Michela Vittoria Brambilla - Sergio Pizzolante - Giovanni Mottola - Deborah Bergamini - Elio Massimo Palmizio               |
| - Dario Franceschini - Andrea De Maria - Antonella Incerti - Carlo Galli - Matteo Richetti - Marilena Fabbri - Cécile Kyenge - Patrizia Maestri - Enzo Lattuca - Paola De Micheli - Lapo Pistelli - Emma Petitti - Marco Di Maio - Donata Lenzi - Daniele Montroni - Alessandro Bratti - Alberto Pagani - Federica Mogherini - Maino Marchi - Sandra Zampa - Tiziano Arlotti - Giuditta Pini - Paolo Bolognesi - Paolo Gandolfi - Michele Anzaldi - Davide Baruffi - Manuela Ghizzoni - Vanna Iori | Scelta Civica |
| - Dario Franceschini - Andrea De Maria - Antonella Incerti - Carlo Galli - Matteo Richetti - Marilena Fabbri - Cécile Kyenge - Patrizia Maestri - Enzo Lattuca - Paola De Micheli - Lapo Pistelli - Emma Petitti - Marco Di Maio - Donata Lenzi - Daniele Montroni - Alessandro Bratti - Alberto Pagani - Federica Mogherini - Maino Marchi - Sandra Zampa - Tiziano Arlotti - Giuditta Pini - Paolo Bolognesi - Paolo Gandolfi - Michele Anzaldi - Davide Baruffi - Manuela Ghizzoni - Vanna Iori | |
| - Dario Franceschini - Andrea De Maria - Antonella Incerti - Carlo Galli - Matteo Richetti - Marilena Fabbri - Cécile Kyenge - Patrizia Maestri - Enzo Lattuca - Paola De Micheli - Lapo Pistelli - Emma Petitti - Marco Di Maio - Donata Lenzi - Daniele Montroni - Alessandro Bratti - Alberto Pagani - Federica Mogherini - Maino Marchi - Sandra Zampa - Tiziano Arlotti - Giuditta Pini - Paolo Bolognesi - Paolo Gandolfi - Michele Anzaldi - Davide Baruffi - Manuela Ghizzoni - Vanna Iori | - Irene Tinagli - Bruno Molea                                                                                                 |
| - Dario Franceschini - Andrea De Maria - Antonella Incerti - Carlo Galli - Matteo Richetti - Marilena Fabbri - Cécile Kyenge - Patrizia Maestri - Enzo Lattuca - Paola De Micheli - Lapo Pistelli - Emma Petitti - Marco Di Maio - Donata Lenzi - Daniele Montroni - Alessandro Bratti - Alberto Pagani - Federica Mogherini - Maino Marchi - Sandra Zampa - Tiziano Arlotti - Giuditta Pini - Paolo Bolognesi - Paolo Gandolfi - Michele Anzaldi - Davide Baruffi - Manuela Ghizzoni - Vanna Iori | Sinistra Ecologia Libertà |
| - Dario Franceschini - Andrea De Maria - Antonella Incerti - Carlo Galli - Matteo Richetti - Marilena Fabbri - Cécile Kyenge - Patrizia Maestri - Enzo Lattuca - Paola De Micheli - Lapo Pistelli - Emma Petitti - Marco Di Maio - Donata Lenzi - Daniele Montroni - Alessandro Bratti - Alberto Pagani - Federica Mogherini - Maino Marchi - Sandra Zampa - Tiziano Arlotti - Giuditta Pini - Paolo Bolognesi - Paolo Gandolfi - Michele Anzaldi - Davide Baruffi - Manuela Ghizzoni - Vanna Iori | |
| - Dario Franceschini - Andrea De Maria - Antonella Incerti - Carlo Galli - Matteo Richetti - Marilena Fabbri - Cécile Kyenge - Patrizia Maestri - Enzo Lattuca - Paola De Micheli - Lapo Pistelli - Emma Petitti - Marco Di Maio - Donata Lenzi - Daniele Montroni - Alessandro Bratti - Alberto Pagani - Federica Mogherini - Maino Marchi - Sandra Zampa - Tiziano Arlotti - Giuditta Pini - Paolo Bolognesi - Paolo Gandolfi - Michele Anzaldi - Davide Baruffi - Manuela Ghizzoni - Vanna Iori | - → Nichi Vendola - Francesco Ferrara - Giovanni Paglia                                                                       |
| - Dario Franceschini - Andrea De Maria - Antonella Incerti - Carlo Galli - Matteo Richetti - Marilena Fabbri - Cécile Kyenge - Patrizia Maestri - Enzo Lattuca - Paola De Micheli - Lapo Pistelli - Emma Petitti - Marco Di Maio - Donata Lenzi - Daniele Montroni - Alessandro Bratti - Alberto Pagani - Federica Mogherini - Maino Marchi - Sandra Zampa - Tiziano Arlotti - Giuditta Pini - Paolo Bolognesi - Paolo Gandolfi - Michele Anzaldi - Davide Baruffi - Manuela Ghizzoni - Vanna Iori | Lega Nord |
| - Dario Franceschini - Andrea De Maria - Antonella Incerti - Carlo Galli - Matteo Richetti - Marilena Fabbri - Cécile Kyenge - Patrizia Maestri - Enzo Lattuca - Paola De Micheli - Lapo Pistelli - Emma Petitti - Marco Di Maio - Donata Lenzi - Daniele Montroni - Alessandro Bratti - Alberto Pagani - Federica Mogherini - Maino Marchi - Sandra Zampa - Tiziano Arlotti - Giuditta Pini - Paolo Bolognesi - Paolo Gandolfi - Michele Anzaldi - Davide Baruffi - Manuela Ghizzoni - Vanna Iori | |
| - Dario Franceschini - Andrea De Maria - Antonella Incerti - Carlo Galli - Matteo Richetti - Marilena Fabbri - Cécile Kyenge - Patrizia Maestri - Enzo Lattuca - Paola De Micheli - Lapo Pistelli - Emma Petitti - Marco Di Maio - Donata Lenzi - Daniele Montroni - Alessandro Bratti - Alberto Pagani - Federica Mogherini - Maino Marchi - Sandra Zampa - Tiziano Arlotti - Giuditta Pini - Paolo Bolognesi - Paolo Gandolfi - Michele Anzaldi - Davide Baruffi - Manuela Ghizzoni - Vanna Iori | - Gianluca Pini |

1. ↑  Opta per la circoscrizione Puglia

## Dal 2017

### Collegi elettorali

#### Dal 2017 al 2020
Alla circoscrizione sono attribuiti 45 seggi: 17 sono assegnati mediante sistema maggioritario, in altrettanti collegi uninominali; 28 mediante sistema proporzionale, all'interno di quattro collegi plurinominali.
| Collegi plurinominali | Collegi plurinominali | Collegi uninominali                                                                                         |
| --------------------- | --------------------- | --- |
|                       | Emilia-Romagna - 01   | - 02 - Cesena - 03 - Ravenna - 15 - Rimini - 16 - Forlì                                                     |
|                       | Emilia-Romagna - 02   | - 04 - Ferrara - 08 - Cento - 09 - Modena - 10 - Sassuolo                                                   |
|                       | Emilia-Romagna - 03   | - 01 - Imola - 08 - San Giovanni in Persiceto - 06 - Bologna - Mazzini - 07 - Bologna - Casalecchio di Reno |
|                       | Emilia-Romagna - 04   | - 11 - Scandiano - 12 - Parma - 13 - Fidenza - 14 - Piacenza - 17 - Reggio Emilia                           |

#### Dal 2020
In seguito alla riforma costituzionale del 2020 in tema di riduzione del numero dei parlamentari, alla circoscrizione sono attribuiti 29 seggi: 11 sono assegnati mediante sistema maggioritario, in altrettanti collegi uninominali; 18 mediante sistema proporzionale, all'interno di tre collegi plurinominali.
| Collegi plurinominali | Collegi plurinominali | Collegi uninominali                                      |
| --------------------- | --------------------- | -------------------------------------------------------- |
|                       | Emilia-Romagna - 01   | - 01 - Piacenza - 02 - Parma - 03 - Reggio Emilia        |
|                       | Emilia-Romagna - 02   | - 04 - Modena - 05 - Imola - 06 - Bologna - 07 - Carpi   |
|                       | Emilia-Romagna - 03   | - 08 - Ravenna - 09 - Ferrara - 10 - Forlì - 11 - Rimini |

### XVIII legislatura

#### Risultati elettorali
|                            | Lega                                        | 487 526   | 19,23 | 6  | 838 168   | 33,06 | 8  |  |  |
|                            | Forza Italia                                | 251 492   | 9,92  | 3  | 838 168   | 33,06 | 8  |  |  |
|                            | Fratelli d'Italia                           | 84 667    | 3,34  | 1  | 838 168   | 33,06 | 8  |  |  |
|                            | Noi con l'Italia – UDC                      | 14 483    | 0,57  | –  | 838 168   | 33,06 | 8  |  |  |
|                            | Partito Democratico                         | 669 413   | 26,40 | 9  | 780 586   | 30,79 | 9  |  |  |
|                            | +Europa                                     | 78 176    | 3,08  | –  | 780 586   | 30,79 | 9  |  |  |
|                            | Italia Europa Insieme                       | 18 792    | 0,74  | –  | 780 586   | 30,79 | 9  |  |  |
|                            | Civica Popolare                             | 14 205    | 0,56  | –  | 780 586   | 30,79 | 9  |  |  |
|                            | Movimento 5 Stelle                          | 698 187   | 27,54 | 8  | 698 187   | 27,54 | –  |  |  |
|                            | Liberi e Uguali                             | 113 843   | 4,49  | 1  | 113 843   | 4,49  | –  |  |  |
|                            | Potere al Popolo!                           | 29 509    | 1,16  | –  | 29 509    | 1,16  | –  |  |  |
|                            | Il Popolo della Famiglia                    | 17 328    | 0,68  | –  | 17 328    | 0,68  | –  |  |  |
|                            | CasaPound                                   | 17 226    | 0,68  | –  | 17 226    | 0,68  | –  |  |  |
|                            | Partito Comunista                           | 16 830    | 0,66  | –  | 16 830    | 0,66  | –  |  |  |
|                            | Italia agli Italiani (FN - FT)              | 11 940    | 0,47  | –  | 11 940    | 0,47  | –  |  |  |
|                            | Partito Repubblicano Italiano – ALA         | 6 247     | 0,25  | –  | 6 247     | 0,25  | –  |  |  |
|                            | Per una Sinistra Rivoluzionaria (SCR - PCL) | 5 362     | 0,21  | –  | 5 362     | 0,21  | –  |  |  |
| Totale                     | Totale                                      | 2 535 226 | 100   | 28 | 2 535 226 | 100   | 17 |  |  |
|                            |                                             |           |       |    |           |       |    |  |  |
| Schede bianche             | Schede bianche                              | 24 609    | 0,94  |    |           |       |    |  |  |
| Schede nulle               | Schede nulle                                | 44 872    | 1,72  |    |           |       |    |  |  |
| Votanti                    | Votanti                                     | 2 604 707 | 77,93 |    |           |       |    |  |  |
| Elettori                   | Elettori                                    | 3 342 465 |       |    |           |       |    |  |  |
|                            |                                             |           |       |    |           |       |    |  |  |
| Fonte: Camera dei deputati |                                             |           |       |    |           |       |    |  |  |

#### Eletti

##### Eletti nei collegi uninominali
Eletti nella coalizione di centro-destra (Lega - FI - FdI - NcI-UdC)
     Eletti nella coalizione di centro-sinistra (PD - +EUR - Insieme - CP)
| Collegio uninominale            | Eletto | Eletto                      | Partito |
| ------------------------------- | ------ | --------------------------- | ------- |
| 1. Imola                        |        | Serse Soverini              | AC      |
| 2. Cesena                       |        | Simona Vietina              | FI      |
| 3. Ravenna                      |        | Alberto Pagani              | PD      |
| 4. Ferrara                      |        | Maura Tomasi                | Lega    |
| 5. San Giovanni in Persiceto    |        | Francesco Critelli          | PD      |
| 6 - Bologna-Mazzini             |        | Andrea De Maria             | PD      |
| 7 - Bologna-Casalecchio di Reno |        | Gianluca Benamati           | PD      |
| 8. Cento                        |        | Emanuele Cestari            | Lega    |
| 9. Modena                       |        | Beatrice Lorenzin           | AP      |
| 10. Sassuolo                    |        | Benedetta Fiorini           | FI      |
| 11. Scandiano                   |        | Antonella Incerti           | PD      |
| 12. Parma                       |        | Laura Cavandoli             | Lega    |
| 13. Fidenza                     |        | Giovanni Battista Tombolato | Lega    |
| 14. Piacenza                    |        | Tommaso Foti                | FdI     |
| 15. Rimini                      |        | Elena Raffaelli             | Lega    |
| 16. Forlì                       |        | Marco Di Maio               | PD      |
| 17. Reggio nell'Emilia          |        | Graziano Delrio             | PD      |

1. 1 2  Aderisce al gruppo misto, componente «Civica Popolare-AP-PSI-Area Civica»; in data 23.09.2019 aderisce al gruppo Partito Democratico.
2. ↑  In data 27.05.2021 aderisce al gruppo Coraggio Italia; in data 16.06.2022 al gruppo misto, non iscritti; in data 28.06.2022 alla componente «Vinciamo Italia-Italia al Centro con Toti».
3. ↑  In data 05.08.2020 aderisce al gruppo Lega - Salvini Premier.
4. ↑  In data 19.09.2019 aderisce al gruppo Italia Viva - Italia C'è.

##### Eletti nei collegi plurinominali
| Collegio plurinominale | M5S                                       | Partito Democratico                                  | Lega                                  | Forza Italia           | Liberi e Uguali      | Fratelli d'Italia  |
| ---------------------- | ----------------------------------------- | ---------------------------------------------------- | ------------------------------------- | ---------------------- | -------------------- | ------------------ |
| Collegio plurinominale |                                           |                                                      |                                       |                        |                      |                    |
| Emilia-Romagna - 01    | - Giulia Sarti - Carlo Ugo De Girolamo    | - Dario Franceschini - Giuditta Pini                 | - Jacopo Morrone                      | - Galeazzo Bignami     | –                    | –                  |
| Emilia-Romagna - 02    | - Vittorio Ferraresi - Stefania Ascari    | - Piero Fassino - Andrea Rossi                       | - Carlo Piastra - Guglielmo Golinelli | - Vittorio Sgarbi      | –                    | –                  |
| Emilia-Romagna - 03    | - Matteo Dall'Osso - Alessandra Carbonaro | - Carla Cantone - Luca Rizzo Nervo                   | - Gianni Tonelli                      | –                      | - Pier Luigi Bersani | –                  |
| Emilia-Romagna - 04    | - Maria Edera Spadoni - Davide Zanichelli | - Andrea Orlando - Paola De Micheli - Luigi Marattin | - Gianluca Vinci - Elena Murelli      | - Michaela Biancofiore | –                    | - Ylenja Lucaselli |

1. ↑  In data 10.12.2020 aderisce al gruppo misto, non iscritti; in data 13.01.2021 alla componente «Centro Democratico»; in data 27.05.2021 al gruppo Coraggio Italia; in data 23.06.2022 torna nel gruppo misto, non iscritti; in data 07.07.2022 aderisce alla componente «Coraggio Italia».
2. ↑  In data 29.08.2019 aderisce al gruppo Fratelli d'Italia.
3. ↑  In data 04.10.2018 aderisce al gruppo misto, non iscritti; in data 06.12.19 alla componente «Noi con l'Italia-USEI-Rinascimento ADC».
4. ↑  In data 07.12.2018 aderisce al gruppo Forza Italia - Berlusconi Presidente; in data 27.05.2021 a Coraggio Italia; in data 29.01.2022 torna in Forza Italia - Berlusconi Presidente.
5. ↑  In data 28.07.2022 aderisce al gruppo misto, non iscritti.
6. ↑  In data 19.09.2019 aderisce al gruppo Italia Viva - Italia C'è.
7. ↑  In data 19.02.2021 aderisce al gruppo Fratelli d'Italia.
8. ↑  In data 27.05.2021 aderisce al gruppo Coraggio Italia; in data 23.06.2022 aderisce al gruppo misto, non iscritti; in data 07.07.2022 alla componente «Coraggio Italia».

### XIX legislatura

#### Risultati elettorali
|                               | Fratelli d'Italia                                       | 577 453   | 25,04 | 5  | 897 968   | 38,93 | 7  |  |  |
|                               | Lega per Salvini Premier                                | 173 379   | 7,52  | 1  | 897 968   | 38,93 | 7  |  |  |
|                               | Forza Italia                                            | 134 364   | 5,83  | 1  | 897 968   | 38,93 | 7  |  |  |
|                               | Noi Moderati                                            | 12 772    | 0,55  | –  | 897 968   | 38,93 | 7  |  |  |
|                               | Partito Democratico - Italia Democratica e Progressista | 648 837   | 28,13 | 6  | 829 240   | 35,95 | 4  |  |  |
|                               | Alleanza Verdi e Sinistra                               | 99 736    | 4,32  | 1  | 829 240   | 35,95 | 4  |  |  |
|                               | +Europa                                                 | 72 679    | 3,15  | –  | 829 240   | 35,95 | 4  |  |  |
|                               | Impegno Civico – Centro Democratico                     | 7 988     | 0,35  | –  | 829 240   | 35,95 | 4  |  |  |
|                               | Movimento 5 Stelle                                      | 228 578   | 9,91  | 2  | 228 578   | 9,91  | –  |  |  |
|                               | Azione - Italia Viva                                    | 197 316   | 8,55  | 2  | 197 316   | 8,55  | –  |  |  |
|                               | Italexit                                                | 44 689    | 1,94  | –  | 44 689    | 1,94  | –  |  |  |
|                               | Italia Sovrana e Popolare                               | 32 964    | 1,43  | –  | 32 964    | 1,43  | –  |  |  |
|                               | Unione Popolare                                         | 32 331    | 1,40  | –  | 32 331    | 1,40  | –  |  |  |
|                               | Vita                                                    | 25 380    | 1,10  | –  | 25 380    | 1,10  | –  |  |  |
|                               | Partito Animalista – UCDL – 10 Volte Meglio             | 14 594    | 0,63  | –  | 14 594    | 0,63  | –  |  |  |
|                               | Noi di Centro – Europeisti                              | 1 892     | 0,08  | –  | 1 892     | 0,08  | –  |  |  |
|                               | Sud chiama Nord                                         | 1 600     | 0,07  | –  | 1 600     | 0,07  | –  |  |  |
| Totale                        | Totale                                                  | 2 306 552 | 100   | 18 | 2 306 552 | 100   | 11 |  |  |
|                               |                                                         |           |       |    |           |       |    |  |  |
| Schede bianche                | Schede bianche                                          | 31 001    | 1,29  |    |           |       |    |  |  |
| Schede nulle                  | Schede nulle                                            | 57 811    | 2,41  |    |           |       |    |  |  |
| Votanti                       | Votanti                                                 | 2 395 364 | 71,97 |    |           |       |    |  |  |
| Elettori                      | Elettori                                                | 3 328 327 |       |    |           |       |    |  |  |
|                               |                                                         |           |       |    |           |       |    |  |  |
| Data: 25 settembre 2022       |                                                         |           |       |    |           |       |    |  |  |
| Fonte: Ministero dell'interno |                                                         |           |       |    |           |       |    |  |  |

#### Eletti

##### Eletti nei collegi uninominali
Eletti nella coalizione di centro-sinistra (PD-IDP - AVS - +E - IC-CD)
     Eletti nella coalizione di coalizione di centro-destra (FdI - LSP - FI - NM)
| Collegio uninominale | Eletto | Eletto               | Partito |
| -------------------- | ------ | -------------------- | ------- |
| 01 - Piacenza        |        | Tommaso Foti         | FdI     |
| 02 - Parma           |        | Laura Cavandoli      | LSP     |
| 03 - Reggio Emilia   |        | Ilenia Malavasi      | PD      |
| 04 - Modena          |        | Daniela Dondi        | FdI     |
| 05 - Imola           |        | Angelo Bonelli       | AVS     |
| 06 - Bologna         |        | Virginio Merola      | PD      |
| 07 - Carpi           |        | Andrea De Maria      | PD      |
| 08 - Ravenna         |        | Alice Buonguerrieri  | FdI     |
| 09 - Ferrara         |        | Mauro Malaguti       | FdI     |
| 10 - Forlì           |        | Gloria Saccani Jotti | FI      |
| 11 - Rimini          |        | Jacopo Morrone       | LSP     |

##### Eletti nei collegi plurinominali
| Collegio plurinominale | Partito Democratico-IDP           | Fratelli d'Italia                                     | Movimento 5 Stelle         | Azione - Italia Viva | Lega per Salvini Premier | Forza Italia        | Alleanza Verdi e Sinistra |
| ---------------------- | --------------------------------- | ----------------------------------------------------- | -------------------------- | -------------------- | ------------------------ | ------------------- | ------------------------- |
| Collegio plurinominale |                                   |                                                       |                            |                      |                          |                     |                           |
| Emilia-Romagna - 01    | - Paola De Micheli - Andrea Rossi | - Ylenja Lucaselli - Gaetana Russo                    | -                          | - Matteo Richetti    | -                        | -                   | -                         |
| Emilia-Romagna - 02    | - Elly Schlein - Stefano Vaccari  | - Galeazzo Bignami - Beatriz Colombo - Gianluca Vinci | - Stefania Ascari          | - Naike Gruppioni    | -                        | -                   | - Aboubakar Soumahoro     |
| Emilia-Romagna - 03    | - Ouidad Bakkali - Andrea Gnassi  | -                                                     | - Federico Cafiero De Raho | -                    | - Davide Bergamini       | - Rosaria Tassinari | -                         |

1. ↑  In data 05.06.2025 aderisce al gruppo FdI.
2. ↑  In data 09.01.2023 aderisce al gruppo misto.